# Смирнов, Алексей Андреевич
Алексе́й Андре́евич Смирно́в (17 августа 1906, Санкт-Петербург, Российская империя — 3 мая 1945, Пружанский район, Брестская область, БССР, СССР) — советский военачальник, гвардии полковник (26.10.1944).

## Биография
Родился 17 августа 1906 года в Санкт-Петербурге. Русский. В начале 1924 года окончил 209-ю единую трудовую школу 2-й ступени в Петрограде и работал там же станочником на заводе № 4, с 1925 года — практикантом на 1-й государственной табачной фабрике. Одновременно с февраля 1924 года по октябрь 1925 года учился на вечерних электротехнических курсах им. В. И. Ленина в Ленинграде.

### Военная служба

#### Межвоенные годы
2 февраля 1926 года был командирован Василеостровским райкомом комсомола в Военно-теоретическую школу ВВС РККА в Ленинграде. После прохождения теоретического курса в сентябре 1926 года переведен во 2-ю военную школу летчиков им. Осоавиахима для обучения практическим полетам. В июле 1928 года окончил последнюю и был назначен младшим летчиком в 40-ю авиаэскадрилью в городе Липецк. 27 июля 1929 года эскадрилья была передислоцирована на Дальний Восток для участия в боях на КВЖД. В октябре она участвовала в уничтожении сунгарийской белокитайской флотилии, в ноябре — в разгроме кавалерийских частей противника в районе городе Мишаньфу. По окончании боевых действий эскадрилья была оставлена в составе ВВС ОКДВА и дислоцировалась в городе Спасск. С марта 1930 года Смирнов служил в этой эскадрилье старшим летчиком, затем с декабря 1931 года — командовал звеном, в этом же году вступил в ВКП(б), а с июня 1932 года — отрядом.
С декабря 1935 года по февраль 1937 года он проходил подготовку на курсах в Липецкой высшей летно-тактической школе ВВС РККА, затем был назначен командиром 59-й скоростной бомбардировочной авиаэскадрильи в городе Спасск. С сентября 1937 года командовал учебной эскадрильей в Челябинском военном авиационном училище, с октября 1939 года исполнял должность помощника начальника училища по летной подготовке. В конце февраля 1940 года переведен на должность помощника командира 9-го скоростного бомбардировочного авиаполка, входившего в состав ВВС Северо-Западного фронта, затем ВВС ЛВО. В июне полк был передислоцирован сначала под Гродно, затем на аэродром в городе Рига. В сентябре перебазирован на аэродром в городе Паневежис и входил в состав 7-й смешанной авиадивизии ВВС ПрибОВО.

#### Великая Отечественная война
С началом войны майор Смирнов помощник командира этого же полка участвовал в боях на Северо-Западном фронте. В начале июля 1941 годы он направлен в город Энгельс, где принял командование 543-м авиаполком. В сентябре направлен на переподготовку на КУНС при Военной академии командного и штурманского состава ВВС Красной армии. После их окончания с января 1942 года состоял в резерве Главного управления ВВС РККА, затем с 9 апреля — в распоряжении командующего ВВС Западного округа.
С 17 апреля 1942 года вступил в командование 566-м штурмовым авиаполком. В составе 232-й, а с осени — 224-й штурмовых авиадивизий 1-й	воздушной армии Западного фронта полк вел боевую работу по поддержке войск на юхновском, гжатском и ржевском направлениях. За время командования полком лично совершил 24 боевых вылета.
10 марта 1943 года подполковник Смирнов как лучший командир полка был назначен заместителем командира 311-й штурмовой авиадивизии. Так как к этому времени командир дивизии ещё не был назначен, временно исполнял его обязанности. Формировал её в период с 10 марта по 26 апреля. С приходом назначенного командира вступил в исполнение прямых обязанностей заместителя командира дивизии. Её части поддерживали войска Западного фронта, действовавшие на витебском и оршанском направлениях.
В марте 1944 года подполковник Смирнов переводится заместителем командира 3-й гвардейской штурмовой авиационной Валдайской дивизии, которая в составе 6-й воздушной армии 2-го Белорусского фронта вела боевые действия на ковельском направлении (с 29 апреля в оперативном подчинении 1-го Белорусского фронта). С 25 мая 1944 года подполковник Смирнов принял командование этой дивизией. В июле она вошла в 1-й смешанный авиакорпус и участвовала в Люблин-Брестской наступательной операции, в освобождении западных районов Белоруссии и восточной части Польши. В ходе операции её части поддерживали соединения 69-й армии при наступлении в направлении Ковель, Пинск, Холм, Люблин, форсировании реки Висла и захвате плацдарма на её левом берегу. За боевые действия по освобождению города Ковель ей было присвоено почетное наименование «Ковельская». С сентября 1944 года дивизия в составе 9-го штурмового авиакорпуса находилась в резерве Ставки ВГК, затем с ноября входила вместе с ним в 16-ю воздушную армию 1-го Белорусского фронта. В её составе успешно действовала в Висло-Одерской, Варшавско-Познанской, Восточно-Померанской и Берлинской наступательных операциях. Участвовала в освобождении польских городов Лодзь, Штаргард и Кюстрин, в овладении столицей Германии — городе Берлин.
За время войны комдив Смирнов был семь раз персонально упомянут в благодарственных приказах Верховного Главнокомандующего.
30 апреля 1945 года в результате автомобильной катастрофы полковник Смирнов получил тяжёлые травмы и 3 мая 1945 года, после сложной хирургической операции в тыловом госпитале, скончался.
Похоронен в городе Пружаны Брестской области на военном мемориале христианского кладбища.

## Награды
- орден Красного Знамени (25.03.1943)[6]
- орден Суворова II степени (06.04.1945)[7]
- орден Кутузова II степени (23.08.1944)[8]
- орден Отечественной войны I степени (09.06.1945)[9]
- орден Красной Звезды (03.11.1944)[10]

Приказы (благодарности) Верховного Главнокомандующего в которых отмечен А. А. Смирнов.
- За овладение важным опорным пунктом обороны немцев и крупным железнодорожным узлом — городом Ковель. 6 июля 1944 года. № 131.
- За овладение штурмом областным центром Советской Белоруссии городом Пинск — важным опорным пунктом обороны немцев на брестском направлении. 14 июля 1944 года. № 137.
- За переход в наступление из района Ковеля, прорыв сильно укрепленной обороны немцев продвижение вперед на 50 километров, выход к реке Западный Буг, и овладении более 400 населенных пунктов, в том числе крупных населенных пунктов Ратно, Малорыта, Любомль, Опалин. 20 июля 1944 года. № 142.
- За овладение штурмом городом и крупным железнодорожным узлом Хелм (Холм) — важным опорным пунктом обороны немцев на люблинском направлении. 22 июля 1944 года. № 145.
- За овладение штурмом овладели крупным промышленным центром Польши городом Радом — важным узлом коммуникаций и сильным опорным пунктом обороны немцев. 16 января 1945 года. № 222.
- За овладение крупнейшим промышленным центром Польши городом Лодзь и городами Кутно, Томашув (Томашов), Гостынин и Ленчица — важными узлами коммуникаций и опорными пунктами обороны немцев. 19 января 1945 года. № 233.
- За овладение штурмом городом Калиш — важным узлом коммуникаций и сильным опорным пунктом обороны немцев на бреславском направлении. 24 января 1945 года. № 250.